# Powiat de Strzelin
 (mars 2025).
Si vous disposez d'ouvrages ou d'articles de référence ou si vous connaissez des sites web de qualité traitant du thème abordé ici, merci de compléter l'article en donnant les références utiles à sa vérifiabilité et en les liant à la section « Notes et références ».
Le powiat de Strzelin (en polonais : powiat strzeliński) est un powiat appartenant à la voïvodie de Basse-Silésie dans le sud-ouest de la Pologne.

## Division administrative
Le powiat comprend 5 communes :
- Communes urbaines-rurales : Strzelin, Wiązów
- Communes rurales : Borów, Kondratowice, Przeworno